# Серендибит
Серендибитът е изключително рядък силикатен минерал, който е открит за първи път през 1902 г. в Шри Ланка от Дунил Палита Гунасекера и е кръстен на Серендиб, старото арабско име на Шри Ланка. Типовото му находище е Гангапития, Амбакоте, Централна провинция, Шри Ланка, но се среща и на полуостров Мелвил, Северозападни територии, Канада; Мадагаскар; Русия: Република Саха; САЩ; Танзания.

Минералът се намира в скарни, засегнати от метасоматизъм на бора, по протежение на контакта между карбонатни скали и гранит. Минералите, срещащи се със серендибит, включват диопсид, шпинел, флогопит, скаполит, калцит, тремолит, апатит, грандидиерит, синхалит, хиалофан, увит, паргасит, клиноцоизит, форстерит, уорикит и графит.